# Alice z Lusignanu (1224–1256)
Alice z Lusignanu (1224 – 9. únor 1256) byla polorodou sestrou krále Jindřicha III. a manželkou Jana de Warenne, 6. hraběte ze Surrey. Krátce po jejím příjezdu Francie do Anglie v roce 1247, jí nevlastní bratr král provdal za hraběte, čímž podnítil nelibost anglické šlechty.

## Rodokmen
Alice byla členkou rodu Lusignanů. Narodila se v Lusignanu, Poitou, ve Francii v roce 1224 jako druhá nejstarší dcera Huga X. z Lusignanu a Isabely z Angoulême, královny vdovy Anglie. Měla pět vlastních bratrů a tři vlastní sestry, a dva polorodé bratry a tři sestry z prvního matčina manželství.

## Manželství
V roce 1247, rok po matčině smrti, doprovodila nového papežského legáta, Viléma z Modeny, do Anglie, kde se rozhodla zůstat a žít na úkor koruny. V srpnu 1247 ji nevlastní bratr provdal za hraběte ze Surrey, Jana de Warenne. Manželství způsobila nelibost anglické šlechty, protože považovali královy sourozence z Lusignanu za příživníky království. Lusignanům byly uděleny prestižní tituly a vyznamenání. Alice také údajně pohrdala vším anglickým.

### Potomci
Jan byl synem Viléma de Warenne, 5. hraběte ze Surrey, a Maud Marshalové. Alice s Janem spolu měli tři děti:
- Eleonora
- Isabela de Warenne
- Vilém de Warenne

## Smrt
Alice zemřela ve Warrenne, v Sussexu v Anglii 9. února 1256, po porodu svého jediného syna Viléma. Bylo jí třicet dva let.